# Bleichromatmolybdatsulfatrot
Bleichromatmolybdatsulfatrot (auch bekannt als Molybdatorange/-rot) ist ein Gemisch aus PbCrO4, PbMoO4 und PbSO4. Bleichromatmolybdatsulfatrot ist im Colour Index unter C.I. Pigment Red 104 gelistet.

## Darstellung
Bleichromatmolybdatsulfat wird aus Bleinitratlösung durch Fällung mit Dichromaten, Ammoniummolybdat und Schwefelsäure oder alternativ mit Kaliumchromat, Ammoniummolybdat und Natriumsulfat hergestellt. Der Farbton der Verbindung variiert abhängig von der Stöchiometrie und den Fällungsbedingungen. Für eine höhere Lichtstabilität werden die Pigmente mit Silicium- oder Aluminiumoxiden überzogen, dafür verwendet man Natriumsilicat oder Aluminiumsulfat, welches mit Natriumhydroxid neutralisiert wird.

## Sicherheit
Bleichromatmolybdatsulfatrot gilt wie die meisten Blei- und Chromatverbindungen als karzinogen und reproduktionstoxisch und wird in Europa deshalb nicht mehr verwendet.